# إدريس بال
إدريس بال (بالتركية: İdris Bal)‏, (ولد: 1968, في كوتاهْية, تركيا) سياسي تركي. أنتخب نائبًا عن حزب العدالة والتنمية في الانتخابات البرلمانية التركية لعام 2011, إلا أنّه في 30 نوفمبر 2013 إنشق عن الحزب لانتمائه لجماعة فتح الله غُلَن ليؤسس حزبًا باسم «حزب التقدم الديمقراطي».